# エドワード・クロフトン (第2代クロフトン男爵)
第2代クロフトン男爵エドワード・クロフトン（英語: Edward Crofton, 2nd Baron Crofton、1806年8月1日 – 1869年12月27日）は、イギリスの政治家、アイルランド貴族。保守党に所属し、アイルランド貴族代表議員（在任：1840年 – 1869年）、侍従たる議員（在任：1852年、1858年 – 1859年、1866年 – 1868年）を務めた。

## 生涯
第3代準男爵サー・エドワード・クロフトンと妻シャーロット（Charlotte、旧姓ステュアート（Stewart）、1842年5月没、第6代ギャロウェイ伯爵ジョン・ステュアートの娘）の息子として、1806年8月1日にクラージェス・ストリートで生まれた。1816年1月8日に父が自殺すると、準男爵位を継承した。1817年8月12日に父方の祖母にあたる初代クロフトン女男爵アン・クロフトンが死去すると、クロフトン男爵位を継承した。
1840年1月21日にアイルランド貴族代表議員に選出され、1869年に死去するまで務めた。政界では保守党に属し、第1次ダービー伯爵内閣では1852年3月2日に侍従たる議員に任命され、同年12月に辞任した。第2次ダービー伯爵＝ディズレーリ内閣では1858年2月26日に侍従たる議員に任命され、1859年6月に辞任した。第3次ダービー伯爵＝ディズレーリ内閣では1866年7月13日に侍従たる議員に任命され、1868年12月に辞任した。
1869年12月27日にモート・パーク（Mote Park）で死去、エドワード・ヘンリー・チャーチルが爵位を継承した。

## 家族
1833年10月19日、ジョージアナ・パジェット（Georgiana Paget、1800年8月29日 – 1875年11月9日、初代アングルシー侯爵ヘンリー・ウィリアム・パジェットの娘）と結婚、4男1女をもうけた。
- エドワード・ヘンリー・チャーチル（1834年10月21日 – 1912年9月22日） - 第3代クロフトン男爵[1]
- チャールズ・セント・ジョージ（Charles St. George、1836年2月1日 – 1895年2月2日） - 1864年10月19日、テリーザ・オーガスタ・バンベリー＝ティッグ（Theresa Augusta Bunbury-Tighe、1867年8月14日没、ダニエル・バンベリー＝ティッグの娘）と結婚、子供あり。第4代クロフトン男爵アーサー・エドワード・ラウザー・クロフトンの父[2]
- アルフレッド・ヘンリー（1837年4月2日 – 1881年10月29日[2]）
- フランシス・ジョージ（1838年6月7日 – 1900年9月30日） -  1864年8月18日、ガートルード・キャロライン・ベイリー（Gertrude Caroline Bayly、1869年8月19日没、エドワード・シムズ・ベイリーの娘）と結婚、1女をもうけた。1878年2月7日、エミリー・オーガスタ・コールフィールド（Emily Augusta Caulfeild、1924年1月2日没、ウィリアム・モンゴメリー・ステュアート・コールフィールドの娘）と再婚、4男をもうけた[2][12]
- オーガスタ・キャロライン（英語版）（1839年10月16日 – 1928年9月5日） - 1866年7月18日、第4代クロンブロック男爵ルーク・ジェラルド・ディロンと結婚、子供あり[11][12]